# برنارد آلو
برنارد آلو (فرانسوی: Bernard Allou‎؛ زادهٔ ۱۹ ژوئن ۱۹۷۵) بازیکن فوتبال اهل ساحل عاج است.

## باشگاهی
از باشگاه‌هایی که در آن بازی کرده‌است می‌توان به باشگاه فوتبال پاری سن ژرمن، باشگاه فوتبال ناتینگهام فارست، و باشگاه فوتبال ناگویا گرامپوس اشاره کرد.